# Чан Ву
Чан Ву (вьет. Trần Vũ, настоящее имя — Нгуен Фу (вьет. Nguyễn Phú); 10 ноября 1925, провинция Намдинь, Французский Индокитай — 16 февраля 2010, Ханой) — известный вьетнамский кинорежиссёр и сценарист. Народный артист Вьетнама (1988).

## Биография
Окончил Национальную киношколу в Ханое, его преподавателем в этой школе был Аждар Ибрагимов.
Работал в качестве режиссёра и сорежиссёра, иногда создавал сценарии к своим картинам.
Член жюри XI Московского международного кинофестиваля.

## Избранная фильмография

### Режиссёр
- 1962 — Белоглазая птичка (короткометражный, второй режиссёр Нгуен Ван Тхонг)
- 1963 — Ещё один шаг / Đi bước nữa (второй режиссёр Май Лок)
- 1964 — Деревня на воде / Làng nổi (в советском прокате «Добрый дракон»[2], с Хюи Тхань)
- 1967 — Дым / Khói
- 1971 — История супругов Лык / Truyện vợ chồng Anh Lực
- 1974 — Мы встретимся снова (в советском прокате «До встречи, любимый»[2])
- 1977 — Бурный рейс / Chuyến xe bão táp
- 1978 — Знакомые лица / Những người đã gặp
- 1995 — Жемчужные слёзы Халонга / Giọt lệ Hạ Long

### Сценарист
- 1967 — Дым / Khói (с Нгуен Тху)
- 1977 — Бурный рейс / Chuyến xe bão táp

## Награды
- 1962 — Специальный приз жюри за короткометражный фильм на Международном кинофестивале в Карловых Варах («Белоглазая птичка»)
- 1973 — «Золотой Лотос» на 2-м Вьетнамском кинофестивале в Ханое («Белоглазая птичка»)
- 1976 — Специальный приз жюри за короткометражный фильм на Международном кинофестивале в Карловых Варах («Мы встретимся снова»)
- 1980 — «Золотой Лотос» на 5-м Вьетнамском кинофестивале в Ханое («Знакомые лица»)
- 1984 — Заслуженный артист Вьетнама
- 1988 — Народный артист Вьетнама